# Paulo Barros (músico)
Paulo Barros (Valadares, Vila Nova de Gaia, 5 de Junho de 1963) é um guitarrista e compositor português, membro fundador da banda de heavy metal Tarantula e autor de uma obra a solo em que explora outros quadrantes do rock.

## Biografia
Em 1981, fundou, juntamente com o irmão, Luís Barros, os Mac Zac, que no ano seguinte adoptaram o nome de Tarantula. 
Nos primeiros anos da banda, acumulou a actividade de músico com outras actividades, trabalhando num escritório, no restaurante do pai e numa empresa de topografia. Além disso, integrou a banda de heavy metal/hard rock Xeque-Mate e, até, um grupo de baile.
Nos anos 1990, já depois da edição do segundo álbum dos Tarantula, Kingdom of Lusitania, dedicou-se em exclusivo à música, como compositor e instrumentista, mas também como professor e divulgador. Além de ter feito diversos workshops em diferentes países, fundou, juntamente com o irmão Luís, a Rock’n’School, uma escola de música e canto onde o próprio Paulo Barros e outros artistas dão aulas, e os estúdios Rec’n’Roll.
Em 1998, estreou-se a solo com Vintage, um álbum que assinala 20 anos de ligação à guitarra e em que contou com a colaboração de convidados de diversos estilos musicais, como Jorge Romão (GNR) ou Rui Vilhena (Vozes da Rádio).
O segundo álbum a solo, Gemini, foi editado em 2003. 
K:arma 6, o terceiro trabalho em nome próprio, com o qual Paulo Barros assinala 30 anos de ligação à guitarra e que é uma homenagem aos guitarristas que o influenciaram, foi editado em Setembro de 2007.

## Discografia a solo
- Vintage (1998) Tornado Records
- Gemini (2003) Point Music
- K:arma 6 (2007) Gluetone
- 4 (2015) Gluetone